# ビクトリア・ロシチナ
ビクトリア・ロシチナ（宇: Вікторія Рощина, Victoria Roshchyna; 1996年10月6日 - 2024年9月19日）は、ウクライナの女性記者。国際女性メディア財団ジャーナリズム勇気賞受賞者。

## 生いたち
1996年10月6日ウクライナ・ザポリージャ市生まれ。妹一人がいた。
10代の頃から記者活動を始め、裁判の判決や犯罪について執筆した。フリーランスの記者としてウクライナ・プラウフダ、ラジオ・フリー・ヨーロッパ、フロマドスィケと関連したことある。

## ロシアによるウクライナの侵攻の活動
2022年にロシアによるウクライナの侵攻が始まった後、ロシチナはロシア占領地域での生活、マリウポリの包囲などについて書き始めた。2022年3月、ロシチナはヴァシリウカでロシア兵に捕らえられて、夜中に地下室に隠れて逃げられた。3月初旬、ロシチナの車はロシア軍兵士から銃撃された。彼女と運転手は逃走できたが、コンピューターとカメラがロシア兵に盗まれた。3月11日、ロシチナはロシア連邦保安庁(FSB)の職員によってベルジャーンスクで10日間拘留された。ロシア軍がロシチナの「命を救ってくれた」というビデオを作成した後でようやく釈放された。その年の後半、ロシチナは国際女性メディア財団(IWMF)から勇気あるジャーナリズム賞を受賞したが、報道の仕事に集中したくて、授賞式への出席を辞退した。

### 誘拐と死亡
2023年7月25日、ロシチナはウクライナ東部の占領地域に入るのためにウクライナとポーランドの国境を越え、ラトビアへ向かい、7月26日にロシアとの国境を越えた。2023年8月3日、ロシチナは最後に家族と連絡を取り、それ以降一切の連絡が途絶えた。
2024年5月、ロシア国防省は、ロシチナがロシア国内で拘束されていることを認め、タガンログの拘置所(SIZO-2)に罪状の提示もなく拘留されていると報告した。SIZO-2は2022年後に主にウクライナの両方民間人と戦争捕虜の人受刑者を収容する拷問刑務所に改築され、メディア調査によって、ロシアで最も暴力的な刑務所のひとつで、毎日拷問と飢餓が行われている。当局はロシア人捕虜との交換を準備していたが、交換の数日前に彼女は「行方不明」となった。国防省は後、2024年9月19日にロシチナの死亡を発表した。
ロシチナの遺体は、ほぼ5か月間ウクライナに引き渡されず、そして2025年2月14日に遺体は「身元不明の男性」としてウクライナに返還された。脳の一部、眼球と気管が欠損していた。ロシチナの死因を明かすため、6カ国のジャーナリストが一致団結した。ロシチナが死亡前の激しい拷問の痕跡を隠すために臓器が意図的に取り除かれた可能性があると報じられた。4月下旬、DNA鑑定により、この遺体がロシチナのものであると確認された。